# Queqiao
Queqiao (in cinese :鹊桥, pinyin: Queqiao letteralmente "ponte di gazze") è un satellite artificiale cinese che fa da ponte radio per le comunicazioni con il rover della missione Chang'e 4 operativa sulla faccia nascosta della Luna dal 3 gennaio 2019. Il satellite è stato lanciato con successo il 21 maggio 2018 ed orbita attorno al punto lagrangiano L2 del sistema Terra-Luna.

## Descrizione
Queqiao è un piccolo satellite di 425 kg, costruito dall'Accademia cinese di tecnologia spaziale (CAST). È stabilizzato lungo 3 assi per mezzo di giroscopi e usa l'energia fornita da pannelli solari dispiegabili. Possiede quattro piccoli motori che utilizzano idrazina come combustibile. Il suo carico utile principale è costituito dai trasmettitori radio; utilizza quattro canali in banda X per i collegamenti con il rover sulla superficie lunare (fino a 256 kilobit al secondo) e un canale a banda S per la trasmissione dei dati con la Terra (fino a 2 gigabit al secondo). Usa un'antenna parabolica di 4,2 metri di diametro dispiegata in orbita.
A bordo è installato anche uno strumento scientifico, il Netherlands Chinese Low-Frequency Explorer (NCLE),  un'antenna radio sviluppato dalla Netherlands Institute for Radio Astronomy (ASTRON), che dovrebbe consentire la ricezione radio a bassa frequenza di stelle e galassie che hanno fatto la loro prima apparizione dopo sole poche centinaia di milioni di anni dopo il Big Bang. Questo strumento consente inoltre effettuare rilevazione al di fuori delle interferenze radio dell'orbita terrestre bassa. Le lunghezze d'onda inferiori a 30 MHz, che caratterizzano questa zona dell'Universo, sono bloccate dall'atmosfera terrestre. Un altro strumento della sua apparecchiatura è un riflettore laser ad angolo ampio che consente misurazioni di distanza tra la Terra e la faccia nascosta della Luna, simile all'Esperimento Lunar Laser Ranging della faccia visibile della Luna.
Infine due CubeSat di 50x50x40 cm ed un peso di 45 kg, chiamato DSLWP-A1-A2 e DSLWP (Discovering the Sky at Longest Wavelengths Pathfinder) e rinominato Longjiang-1 e 2 ("Dragon River"), sono stati lanciati insieme a Queqiao e si sono posizionati in tandem in un'orbita lunare (300 x 3000 km) per effettuare prove di emissione e interferometria radio. Uno dei due strumenti porta una microcamera sviluppato al King Abdulaziz City for Science and Technology (KACST) (Arabia Saudita) e un trasmettitore per radioamatori.
Il contatto con Longjiang-1 è stato perso poco dopo l'iniezione trans-lunare, ma Longjiang-2 è entrato con successo in un'orbita lunare di 350x13700 km di altitudine il 25 maggio 2018. Nel gennaio 2019 venne iniziata una fine-missione e fu fatto deorbitare gradualmente per schiantarsi sul lato nascosto della Luna a luglio 2019.